# Виланова Монферато
Виланова Монферато (итал. Villanova Monferrato) је насеље у Италији у округу Алесандрија, региону Пијемонт.
Према процени из 2011. у насељу је живело 1717 становника. Насеље се налази на надморској висини од 113 м.

## Становништво
| 1931. | 1936. | 1951. | 1961. | 1971. | 1981. | 1991. | 2001. | 2011. |
| ----- | ----- | ----- | ----- | ----- | ----- | ----- | ----- | ----- |
| 2.807 | 2.722 | 2.468 | 2.290 | 1.984 | 1.814 | 1.700 | 1.743 | 1.849 |